# Montelabbate
Montelabbate es una localidad y comune italiana de la provincia de Pesaro y Urbino, región de las Marcas, con 6550 habitantes.

## Evolución demográfica
| Gráfica de evolución demográfica de Montelabbate entre 1861 y 2001 |
|                                                                    |
| Fuente ISTAT - elaboración gráfica de Wikipedia                    |